# 1741 a tudományban
Az 1741. év a tudományban és a technikában.

## Zoológia
- Steller felfedezi a róla elnevezett tengeri tehenet (Hydrodamalis gigas) (1768-ban kihal)

## Díjak
- Copley-érem: John Theophilus Desaguliers

## Születések
- március 17. - William Withering fizikus († 1799)
- szeptember 22. - Peter Simon Pallas zoológus († 1811)

## Halálozások
- december 19. - Vitus Bering felfedező (* 1681)